# 272-га піхотна дивізія (Третій Рейх)
272-га піхотна дивізія (Третій Рейх) (нім. 272. Infanterie-Division) — піхотна дивізія Вермахту, що входила до складу німецьких сухопутних військ у роки Другої світової війни.

## Історія
272-га піхотна дивізія формувалася двічі. Перша спроба сформувати з'єднання розпочалася 22 травня 1940 року під час 10-ї хвилі мобілізації вермахту у II військовому окрузі на полігоні Гросс-Борн. Але через розгром та швидку капітуляцію Франції процес формування було припинено.
Вдруге 272-га піхотна дивізія почала формування в Бельгії з 12 грудня 1943 року із залишків 216-ї піхотної дивізії, яка була знищена на Східному фронті під час Гомельсько-Речицької операції. Штаб 216-ї дивізії, її батальйон зв'язку, підрозділи підтримки та забезпечення й більшість його артилерійських підрозділів були передані до нової дивізії. 396-й та 398-й гренадерські полки були розпущені, за винятком 2-го батальйону 396-го гренадерського полку, який був переформований на 272-й фузилерний батальйон. Колишній командир 216-ї піхотної дивізії генерал-лейтенант Фрідріх-Август Шак став першим командиром 272-ї дивізії.
348-й гренадерський полк під командуванням оберстлейтенанта Буріана був виведений з Росії в повному штаті, й переформований на 980-й гренадерський полк. Два інші гренадерські полки дивізії, 981-й та 982-й, були створені з резервних та навчальних батальйонів 182-ї резервної дивізії, що складалася майже повністю з корінних німців чи рейхсдейче (нім. Reichsdeutsche).
272-га піхотна дивізія пройшла навчання в районі Беверн у Бельгії, перебуваючи під командуванням та контролем 15-ї армії. У квітні 1944 року її частини передислокували до складу 19-ї армії для виконання окупаційних функцій поздовж франко-іспанського кордону між Піренеями та узбережжям Середземного моря. На 19 червня її штатна чисельність становила 11 211 чоловіків та 1514 помічників допоміжних військ з числа росіян або гіві, загалом 12 725 осіб.
Після початку вторгнення союзників до Нормандії в червні 1944 року дивізію перекинули на північ. Передислокація проводилася залізницею з 29 червня 1944 року зі станцій Пор-Вандр і Пор-ла-Нувель. Простір між Фалезом і Каном замислювався як район зосередження частин дивізії. Оскільки більшість французьких залізничних ліній на північ від Луари була зруйнована, дивізію розвантажили північніше та східніше від Анже. Решту шляху війська подолали сухопутним маршем. З 11 липня 1944 року дивізія дислокувалася на нормандському фронті. До 16 липня дивізія підтримувала 1-шу танкову дивізію Лейбштандарте-СС «Адольф Гітлер» на південь від Кана. В ніч на 28 липня 1944 року після важких оборонних боїв дивізія була відведена з фронту і перекинута у сектор 21-ї танкової дивізії, приблизно в 25 км на північний схід в районі Троарн. Праворуч в обороні перебувала 346-та піхотна дивізія, ліворуч — 12-та танкова дивізія СС. У серпні 1944 року дивізія в ході запеклих боїв опинилася в оточенні у Фалезському «мішку». 28 серпня 1944 року залишки дивізії змогли перетнути Сену на північ від Жум'єжа. Потім вцілілі рештки дивізії пройшли на захід через Бельгію та Голландію на навчальний центр Деберіц на переформування. Там дивізія була реорганізована 17 вересня 1944 року в 272-у фольксгренадерську дивізію.

## Райони бойових дій
- Німеччина (червень — липень 1940);
- Бельгія та Німеччина (листопад 1943 — січень 1944);
- Франція (січень — серпень 1944).

## Командування

### Командири
1-ше формування
- генерал-лейтенант Ганс Петрі (7 червня — 5 жовтня 1944).

2-ге формування
- генерал-лейтенант Фрідріх-Август Шак (15 грудня 1943 — серпень 1944).

### Підпорядкованість
| Час       | Корпус         | Армія          | Група армій (округ) | Штаб                         |
| --------- | -------------- | -------------- | ------------------- | ---------------------------- |
| 1943      |                |                |                     |                              |
| грудень   | LXXXIX ак      | 15 А           | Група армій «D»     | Антверпен                    |
| 1944      |                |                |                     |                              |
| січень    | LXXXIX ак      | 15 А           | Група армій «D»     | Антверпен                    |
| лютий     | передислокація | передислокація | передислокація      | Бурж                         |
| квітень   | IV ав-пол.к    | 19 А           | Група армій «D»     | французько-іспанський кордон |
| 28 квітня | IV ав-пол.к    | 19 А           | Група армій «G»     | французько-іспанський кордон |
| липень    | I тк СС        | ТГр «Захід»    | Група армій «B»     | Нормандія                    |
| 28 липня  | LXXXVI ак      | 7 А            | Група армій «D»     | Нормандія                    |

### Склад
| 1940                                | 1943                         |
| ----------------------------------- | ---------------------------- |
| 541-й піхотний полк                 | 980-й гренадерський полк     |
| 542-й піхотний полк                 | 981-й гренадерський полк     |
| 543-й піхотний полк                 | 982-й гренадерський полк     |
| —                                   | 272-й фузилерний батальйон   |
| —                                   | 272-й протитанковий дивізіон |
| 272-й артилерійський дивізіон       | 272-й артилерійський полк    |
| —                                   | 272-й інженерний батальйон   |
| —                                   | 272-й запасний батальйон     |
| 272-й дивізійний батальйон зв'язку  |                              |
| Управління постачання 272-ї дивізії |                              |